# Raion de Nemíriv
Nemyriv (ucraïnès: Немирівський район) és un raion o districte d'Ucraïna en el Óblast de Vinnytsia. Comprèn una superfície de 1290 km². La seva capital és la ciutat de Nemyriv.
Segons estimació en 2010 el raion comptava amb una població total de 52.577 habitants.
El codi KOATUU és 523000000. El codi postal 22800 i el prefix telefònic +380 4331.